# Campeonato Roraimense de Futebol
O Campeonato Roraimense de Futebol é a competição organizada pela Federação Roraimense de Futebol para disputa do título estadual de clubes de futebol de Roraima, com este são definidos também os clubes do estado a participar da Série D, Copa Verde e Copa do Brasil.

## O Futebol em Roraima
Quando a capital Boa Vista ainda era chamada de Vila de Boa Vista, em 24 de Julho de 1920 foi fundado o 1º clube esportivo de que se tem notícias na localidade, o Rio Branco Sport Club. Naquele período ainda surgiram outros três clubes: Club Negro, Boa Vista Sport Club e Uraricoera Football Club. Foram então organizados torneios de cunho citadino, como na maioria das capitais. É possivel que já em 1920 tenha sido organizado o 1º campeonato boavistense. Em 1924 já havia um campo de futebol com estruturas de estádio da época, existindo uma cerca de isolamento, barracão onde a sociedade acompanhava os jogos, mastros para as bandeiras do Brasil e das equipes que realizavam o jogo, e o público que prestigiava a competição.
Em 1948 foi fundada a primeira entidade gestora do esporte no então território de Rio Branco, a Federação Riobranquense de Desportos, que logo promoveu competições entre os novos clubes que iam surgindo. Naquele ano, em entrevista a um jornal maranhense Diário de São Luiz, o então governador Clóvis Nova da Costa mencionou a existência de três clubes organizados: o Roraima, o Rio Branco e o Baré. No ano seguinte o campeonato ganhou a participação do Amazônia Em 1950 a FRD filiou-se à Confederação Brasileira de Desportos  (CBD), colocando Roraima no mapa nacional do futebol, passando a disputar o Campeonato Brasileiro de Seleções.  Em 1951 mais um clube, o  Operário. Em 1952 o campeonato voltou a ter apenas 3 clubes, com o licenciamento do Roraima e do Amazônia.

### Profissionalismo
O profissionalismo no estado foi o mais tardio (tendo sido o último Estado a profissionalizar seu futebol), começando somente em 1995, com a primeira edição contando com apenas três clubes. Por falta do profissionalismo, Roraima não participou das primeiras edições do Campeonato Brasileiro de Futebol e Copa do Brasil.
Atualmente a Federação Roraimense é a única que nunca realizou uma 2ª divisão profissional. Além de tudo, a primeira divisão geralmente tem o menor número de participantes e a maior incidência de desistências dentre os estaduais.
Historicamente o Campeonato Roraimense é o de menor média de público dentre os estaduais, chegando, em 2012, à média de 50 pagantes por jogo.

## Transmissão
O Campeonato Roraimense de 2025 é transmitido pela TV Imperial desde 2025.

## Participantes em 2023
| Equipe                  | Cidade    | Campanha em 2022 | Estádio                                | Títulos             |
| Atlético Roraima        | Boa Vista | 5º lugar         | Canarinho                              | 17 (último em 2009) |
| Baré                    | Boa Vista | 4º lugar         | Canarinho                              | 26 (último em 2010) |
| Grêmio Atlético Sampaio | Boa Vista | Não disputou     | Canarinho                              | 0 (não possui)      |
| Náutico                 | Boa Vista | 2º lugar         | Canarinho                              | 2 (último em 2015)  |
| Progresso               | Mucajaí   | Não disputou     | Estádio Municipal de Mucajaí           | 0 (não possui)      |
| Real                    | São Luís  | 3º lugar         | Estádio Municipal de São Luiz do Anauá | 1 (2011)            |
| Rio Negro               | Boa Vista | 6º lugar         | Canarinho                              | 2 (último em 2000)  |
| River                   | Boa Vista | Não disputou     | Canarinho                              | 3 (último em 1989)  |
| São Raimundo            | Boa Vista | 1º lugar         | Canarinho                              | 13 (último em 2022) |

## Edições

### Campeonato de Boa Vista
Antes da emancipação do Território Federal do Rio Branco, a cidade de Boa Vista era chamada de Boa Vista do Rio Branco e pertencia ao estado do Amazonas. Por volta de 1924 ou 1925 teria sido realizado o primeiro campeonato citadino neste município, vencido pelo Rio Branco. A seguir, em 1925 ou 1926, o campeão foi o Club Negro. Outro campeão conhecido do período é o Caxias, vencedor em 1937. 

### O Estadual
Com a o desmembramento e emancipação da região em 1943, criou-se o Território Federal do Rio Branco, com isso criou-se também a Federação Riobranquense de Desportos, que passou a organizar o campeonato estadual. Em 1962, quando o então território mudou de nome, naturalmente a entidade de esportes também atualizou o seu, passando a se chamar Federação Roraimense de Desportos. Em 1972 o futebol saiu do quadro da FRD, e passou a ter autonomia com a fundação da Federação Roraimense de Futebol.
 Conquistou o título de forma invicta.

## Desempenho
Desempenho de cada clube na fase profissional, seguindo a órdem de ingresso.
|               | 95 | 96 | 97 | 98 | 99 | 00 | 01 | 02 | 03 | 04 | 05 | 06 | 07 | 08 | 09 | 10 | 11 | 12 | 13 | 14 | 15 | 16 | 17 | 18 | 19 | 20 | 21 | 22 | 23 | 24 | 25 |
| ------------- | -- | -- | -- | -- | -- | -- | -- | -- | -- | -- | -- | -- | -- | -- | -- | -- | -- | -- | -- | -- | -- | -- | -- | -- | -- | -- | -- | -- | -- | -- | -- |
| Roraima       | 1º | 3º | 4º | 1º | 3º | 2º | 1º | 1º | 1º | 2º | 2º | 4º | 1º | 1º | 1º | 4º | 3º | 4º | 5º | 4º | 4º | 4º | 3º | 2º | 3º | 4º | 3º | 5º | 5º | 6º | 7º |
| Baré          | 2º | 1º | 1º | 2º | 1º | 3º | 3º | 2º | 3º | 4º | 3º | 1º | 2º | 3º | -  | 1º | -  | -  | 3º | 3º | 3º | 2º | 2º | 3º | 2º | 5º | -  | 4º | 6º | -  | 3º |
| Progresso     | 3º | 4º | 3º | 4º | 4º | 6º | 6º | 7º | 5º | 6º | 6º | 6º | -  | 2º | 3º | -  | -  | -  | -  | -  | -  | -  | -  | 7º | -  | -  | -  | -  | 9º | 9º | 8º |
| GAS           | -  | 2º | 6º | 5º | 6º | 7º | 5º | 6º | 6º | 7º | 8º | 8º | 5º | 8º | 4º | 5º | 5º | 6º | 4º | 6º | 6º | -  | 6º | 4º | 4º | 2º | 4º | -  | 2º | 1º | 1º |
| Rio Negro     | -  | 5º | 5º | 7º | 2º | 1º | 2º | 3º | 4º | 8º | 5º | 5º | 6º | 6º | 5º | 6º | 6º | 5º | -  | 5º | 5º | -  | -  | 6º | 5º | 3º | 5º | 6º | 8º | 8º | 5º |
| São Raimundo  | -  | -  | 2º | 3º | -  | 4º | 7º | 4º | 2º | 1º | 1º | 2º | 3º | 5º | 2º | 3º | 2º | 1º | 2º | 1º | 2º | 1º | 1º | 1º | 1º | 1º | 1º | 1º | 1º | 2º | 4º |
| Náutico       | -  | -  | -  | 6º | 5º | 5º | 4º | 5º | 7º | 5º | 7º | 3º | -  | 4º | -  | 2º | 4º | 2º | 1º | 2º | 1º | 3º | 4º | 5º | 6º | -  | 2º | 2º | 4º | 5º | 6º |
| River         | -  | -  | -  | -  | -  | -  | -  | -  | -  | 3º | 4º | 7º | 4º | 7º | -  | -  | -  | -  | -  | -  | -  | -  | -  | -  | -  | -  | -  | -  | 7º | 4º | -  |
| Real          | -  | -  | -  | -  | -  | -  | -  | -  | -  | -  | -  | -  | -  | -  | -  | -  | 1º | 3º | -  | -  | -  | -  | 5º | 8º | -  | -  | -  | 3º | 3º | 7º | -  |
| Monte Roraima | -  | -  | -  | -  | -  | -  | -  | -  | -  | -  | -  | -  | -  | -  | -  | -  | -  | -  | -  | -  | -  | -  | -  | -  | -  | -  | -  | -  | -  | 3º | 2º |

## Títulos

### Por clube
| Clube            | Campeão | Anos do Títulos | Vice | Anos do Vice                                                                       |
| ---------------- | ------- | --- | ---- | ---------------------------------------------------------------------------------- |
| Baré             | 28      | 1950, 1953, 1954, 1955, 1956, 1960, 1961, 1962, 1963, 1964, 1965, 1967, 1968, 1969, 1970, 1976, 1982, 1984, 1986, 1988, 1990, 1993, 1994, 1996, 1997, 1999, 2006, 2010 | 14   | 1952, 1975, 1977, 1985, 1987, 1992, 1995, 1998, 2002, 2003, 2007, 2016, 2017, 2019 |
| Atlético Roraima | 17      | 1946, 1948, 1949, 1951, 1975, 1978, 1981, 1983, 1987, 1995, 1998, 2001, 2002, 2003, 2007, 2008, 2009                                                                   | 9    | 1953, 1961, 1964, 1993, 1994, 2000, 2004, 2005, 2018                               |
| São Raimundo-RR  | 14      | 1977, 1992, 2004, 2005, 2012, 2014, 2016, 2017, 2018, 2019, 2020, 2021, 2022, 2023                                                                                     | 11   | 1975, 1981, 1988, 1991, 1997, 2006, 2009, 2011, 2013, 2015, 2024                   |
| River-RR         | 3       | 1980, 1985, 1989 | 0    |                                                                                    |
| Náutico-RR       | 2       | 2013, 2015 | 9    | 1982, 1983, 1986, 1989, 2010, 2012, 2014, 2021, 2022                               |
| GAS              | 2       | 2024, 2025 | 5    | 1970, 1978, 1996, 2020, 2023                                                       |
| Rio Negro-RR     | 2       | 1991, 2000 | 4    | 1975, 1984, 1999, 2001                                                             |
| Rio Branco       | 1       | 1952 | 0    |                                                                                    |
| São Francisco    | 1       | 1974 | 0    |                                                                                    |
| Real             | 1       | 2011 | 0    |                                                                                    |
| São Paulo        | 0       | | 1    | 1955                                                                               |
| Progresso        | 0       | | 1    | 2008                                                                               |
| Monte Roraima    | 0       | | 1    | 2025                                                                               |

### Por cidade
O Náutico-RR é um clube com sede em Boa Vista, mas em 2012 esteve fazendo parceria com o município de Caracaraí, que foi encerrada em 2016. Embora citem que o clube tenha "se mudado" para aquele município, este continuou mandando seus jogos na capital. Logo, foi apenas uma parceria do clube com a prefeitura de Caracaraí, e não uma mudança de sede. O mesmo movimento fez o Grêmio Atlético Sampaio, o popular GAS, sediado na capital, fez parceria com o mesmo município a partir do estadual de 2018, essa que se encerrou em 2023, mas também sem haver mudança jurídica. Com base nesses aspectos, avalia-se que ambos sempre foram clubes de Boa Vista.
| Cidade    | Títulos |
| --------- | ------- |
| Boa Vista | 70      |
| São Luiz  | 1       |

### Campeões consecutivos

#### Octacampeonatos
- São Raimundo: 1 vez (2016-23)

#### Pentacampeonatos
- Baré: 1 vez (1961-65)

#### Tetracampeonatos
- Baré: 2 vezes (1953-56, 1967-70)

#### Tricampeonatos
- Roraima: 2 vezes (2001-03, 2007-09)

#### Bicampeonatos
- Baré: 2 vezes (1993-94, 1996-97)
- Roraima: 1 vez (1948-49)
- São Raimundo: 1 vez (2004-05)
- GAS: 1 vez (2024-25)

## Artilheiros
| Ano  | Artilheiro      | Clube        | Gols |
| ---- | --------------- | ------------ | ---- |
| 1967 | Roberto Silva   | Baré         | ?    |
| 1968 | Roberto Silva   | Baré         | ?    |
| 1969 | Roberto Silva   | Baré         | ?    |
| 1970 | Roberto Silva   | Baré         | ?    |
| 1972 | Roberto Silva   | Baré         | ?    |
| 1973 | Roberto Silva   | Baré         | ?    |
| 1974 | Roberto Silva   | Baré         | ?    |
| 1975 | Roberto Silva   | Baré         | ?    |
| 1976 | Roberto Silva   | Baré         | ?    |
| 1977 | Roberto Silva   | Baré         | ?    |
| 1995 | Souza           | Roraima      | 7    |
| 1996 | Totó            | Sampaio      | 9    |
| 1997 | Émerson         | Baré         | 6    |
| 1998 | Jamaica         | Roraima      | 10   |
| 1999 | Jamaica         | Rio Negro    | 8    |
| 2000 | Gérson          | Baré         | 11   |
| 2001 | Stanley         | Rio Negro    | 6    |
| 2002 | Beto            | Roraima      | 7    |
| 2002 | Rigoberto       | Roraima      | 7    |
| 2002 | Castor          | Baré         | 7    |
| 2003 | Stanley         | Baré         | 13   |
| 2004 | Marcinho        | Sampaio      | 9    |
| 2005 | Luiz Henrique   | Roraima      | 15   |
| 2006 | Paulinho        | Náutico      | 10   |
| 2007 | Rigoberto       | Roraima      | 9    |
| 2007 | Stanley         | Baré         | 9    |
| 2008 | Robemar         | Roraima      | 15   |
| 2009 | Naílson         | São Raimundo | 15   |
| 2010 | Carlos Alberto  | Baré         | 5    |
| 2010 | Robemar         | Náutico      | 5    |
| 2011 | Léo Cotia       | Roraima      | 3    |
| 2011 | Maycon          | Roraima      | 3    |
| 2012 | Stanley         | São Raimundo | 9    |
| 2013 | Ney             | Baré         | 6    |
| 2013 | Stanley         | São Raimundo | 6    |
| 2014 | Rafael Barros   | São Raimundo | 9    |
| 2015 | Rafael Barros   | São Raimundo | 12   |
| 2016 | Eduardo Magrão  | Náutico      | 4    |
| 2016 | Thiago Paraná   | Baré         | 4    |
| 2017 | Viny            | São Raimundo | 9    |
| 2018 | Alex            | Sampaio      | 6    |
| 2018 | Raí             | São Raimundo | 6    |
| 2019 | Monga           | São Raimundo | 6    |
| 2020 | Ygor            | São Raimundo | 3    |
| 2020 | Marcos Felipe   | São Raimundo | 3    |
| 2020 | Igor Felipe     | São Raimundo | 3    |
| 2020 | Stanley         | São Raimundo | 3    |
| 2020 | Fred            | Sampaio      | 3    |
| 2020 | Jussan          | Sampaio      | 3    |
| 2020 | Robemar         | Sampaio      | 3    |
| 2020 | Romário         | Roraima      | 3    |
| 2021 | Edinho Canutama | Sampaio      | 6    |
| 2021 | Max             | Náutico      | 6    |
| 2022 | Branco          | Rio Negro    | 5    |
| 2022 | Fininho         | São Raimundo | 5    |
| 2022 | Rian            | São Raimundo | 5    |
| 2023 | Blaise Tsague   | Real         | 10   |
| 2024 | Raylson         | Sampaio      | 8    |
| 2024 | Léo Salgado     | Sampaio      | 8    |
| 2024 | Fabrício Kanté  | São Raimundo | 8    |
| 2025 | Fabrício Kanté  | São Raimundo | 6    |
| 2025 | Alexsander Coca | Baré         | 6    |

## Maiores Goleadas
| Data                    | Mandante     | Placar | Visitante     | Estádio      |
| ----------------------- | ------------ | ------ | ------------- | ------------ |
| 20 de abril de 2002     | Roraima      | 16 - 1 | Progresso     | Canarinho    |
| 17 de maio de 2008      | Sampaio      | 1 - 14 | Baré          | Ribeirão     |
| 7 de maio de 2024       | Progresso    | 0 - 13 | São Raimundo  | Canarinho    |
| 20 de agosto de 1953    | Roraima      | 12 - 0 | Operário      | João Mineiro |
| 4 de maio de 2002       | Progresso    | 0 - 11 | Rio Negro     | Canarinho    |
| 3 de maio de 2003       | Roraima      | 11 - 1 | Náutico       | Canarinho    |
| 22 de maio de 2005      | Roraima      | 10 - 0 | Sampaio       | Canarinho    |
| 7 de abril de 2012      | Náutico      | 10 - 0 | Sampaio       | Ribeirão     |
| 26 de maio de 2012      | Sampaio      | 0 - 10 | Náutico       | Ribeirão     |
| 1 de maio de 2021       | São Raimundo | 10 - 0 | Rio Negro     | Canarinho    |
| 15 de março de 2006     | Náutico      | 10 - 1 | Progresso     | Canarinho    |
| 20 de fevereiro de 2005 | Roraima      | 9 - 0  | Sampaio       | Canarinho    |
| 18 de maio de 2002      | Sampaio      | 1 - 9  | Baré          | Canarinho    |
| 2 de maio de 2009       | Rio Negro    | 1 - 9  | São Raimundo  | Ribeirão     |
| 9 de maio de 2009       | Rio Negro    | 1 - 9  | Roraima       | Ribeirão     |
| 24 de abril de 2012     | Náutico      | 9 - 1  | Roraima       | Ribeirão     |
| 26 de abril de 2003     | Náutico      | 0 - 8  | São Raimundo  | Canarinho    |
| 1º de maio de 2004      | Roraima      | 8 - 0  | Baré          | Canarinho    |
| 16 de maio de 2009      | Sampaio      | 0 - 8  | Progresso     | Ribeirão     |
| 18 de abril de 2015     | Roraima      | 0 - 8  | São Raimundo  | Ribeirão     |
| 2 de abril de 1998      | Sampaio      | 2 - 9  | Baré          | Canarinho    |
| 23 de abril de 2005     | Baré         | 9 - 2  | Sampaio       | Canarinho    |
| 28 de maio de 2005      | São Raimundo | 9 - 2  | Náutico       | Canarinho    |
| 20 de setembro de 1953  | Baré         | 8 - 1  | Operário      | João Mineiro |
| 26 de julho de 1998     | Roraima      | 8 - 1  | Progresso     | Canarinho    |
| 15 de junho de 2002     | Roraima      | 8 - 1  | Náutico       | Canarinho    |
| 7 de junho de 2008      | Baré         | 8 - 1  | Sampaio       | Ribeirão     |
| 15 de março de 2025     | Roraima      | 1 - 8  | Sampaio       | Canarinho    |
| 24 de maio de 2003      | Baré         | 7 - 0  | Náutico       | Canarinho    |
| 24 de maio de 2003      | Progresso    | 0 - 7  | Roraima       | Canarinho    |
| 26 de fevereiro de 2005 | Rio Negro    | 0 - 7  | Roraima       | Canarinho    |
| 4 de abril de 2009      | Sampaio      | 0 - 7  | São Raimundo  | Ribeirão     |
| 2 de abril de 2019      | São Raimundo | 7 - 1  | Náutico       | Ribeirão     |
| 27 de janeiro de 1979   | Roraima      | 5 - 2  | São Francisco | Canarinho    |